# Městský tepelný ostrov

Vliv městského tepelného ostrova na lokální počasí

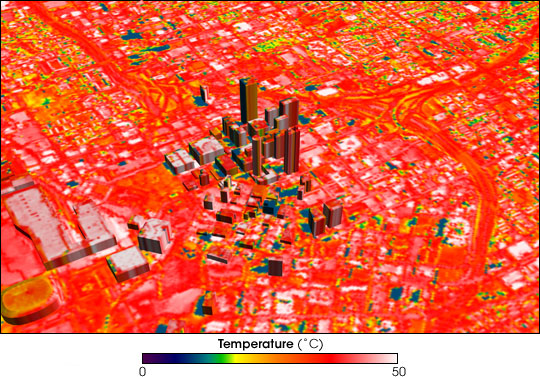
Termický obrázek amerického města Atlanta (Georgie) z 11.–12. května 1997.

Městský tepelný ostrov (též tepelný ostrov města nebo tepelný ostrůvek) je městská zástavba, která vykazuje znatelně vyšší teploty než její okolí. Teplotní rozdíly jsou větší v noci než ve dne a v zimě než v létě a jsou nejvýraznější při slabém větru či bezvětří.
Hlavní příčinou tepelných ostrůvků je překrytí původní plochy vegetace pevnými povrchy bez zeleně, například pozemními komunikacemi a budovami. Asfalt a beton, které jsou použity, nemají schopnost přijímané sluneční záření upotřebit a přeměnit na chemickou či jinou energii, jak tomu probíhá u vyšších rostlin; mají též větší tendenci dopadající světelné a tepelné záření absorbovat než je odrážet (menší albedo). V případě asfaltových silnic absorpci prohlubuje tmavá barva těchto komunikací. I fotovoltaika prohlubuje oteplování. A to hlavně ve dne. Druhotným přispěvatelem jsou ztráty tepelné energie dodávané do jednotlivých domů a bytů. Spolu s tím, jak aglomerace expanduje do původní krajiny, roste i teplota v centrech tepelných ostrovů.
Změna klimatu není příčinou městských tepelných ostrovů, posiluje však jejich negativní dopady. Očekává se, že v souvislosti se změnou klimatu se bude zvyšovat teplotní rozdíl tepelných ostrovů vůči jejich okolí a v důsledku jsou očekávány častější vlny veder.

## Vyhodnocování
Teplotní poměry v rámci tepelného ostrova je možno vyhodnocovat pomocí termografie, tj. pozorováním v infračervené části spektra.  Termografie však ukazuje teplotu povrchů a nikoli teplotu vzduchu (která se stanovuje v jisté výšce nad povrchem). U největších velkoměst činí rozdíl teploty až 4 °C, u menších měst 2 °C nebo méně.[zdroj?] Díky postupnému uvolňování tepla z osluněných povrchů se největší rozdíl teploty v porovnáním s nezastavěnou krajinou projevuje po západu Slunce a v průběhu noci. Jedním z důvodů teplotních rozdílů v zimě je skutečnost, že sníh (který má schopnost odrážet až 90 % dopadajícího slunečního záření) je ve městech (a to i těch menších) během několika hodin po napadení odklizen.
Albedo povrchu měst se snižuje, takže dochází ke zvýšenému ohřevu měst po celém světě.

## Dopady
Příspěvek ke globálnímu oteplování je u městských ostrovů jen nepatrný a lokálního charakteru. Tepelné ostrovy ovlivňují také tepelné poměry a pochody v atmosféře a množství srážek. Například, měsíční dešťové srážky jsou o 28 % větší směrem po větru k městským částem než proti větru. Zvyšuje se tak množství srážek v okolí měst, což je také jen lokální ráz.
Městské tepelné ostrovy mají negativní vliv na obyvatele, kteří v nich žijí – v horkých letních dnech podporují synergii zdravotních potíží způsobených vedry – přehřátí, dehydratace, apod.

## Protiopatření
Pro zmírnění negativních důsledků tepelných ostrovů byla vypracována řada doporučení zejména k úpravám zeleně a staveb. Ukazuje se, že zeleň vedle jiných pozitivních vlivů snižuje teplotu vzduchu vlivem evapotranspirace. Ve stínu stromů je pocitová teplota až o 10 °C nižší, než v jejich nezastíněném okoli. Doporučuje se proto ozelenit například i pásy mezi kolejemi nebo fasády budov. Namísto černých asfaltových pásů je vhodnější pokrýt ploché střechy bílou hydroizolační fólií. Ke zlepšení mikroklimatu přispívají i rozlehlejší vodní plochy.
V případové studii u německého Stuttgartu byl v ulicích s vysázenou zelení zaznamenán pokles teploty o 2–4 °C oproti plochám bez zeleně.[zdroj?] Ovšem tento způsob je neefektivní ve vlhkém klimatu.

Snižování teploty vzduchu
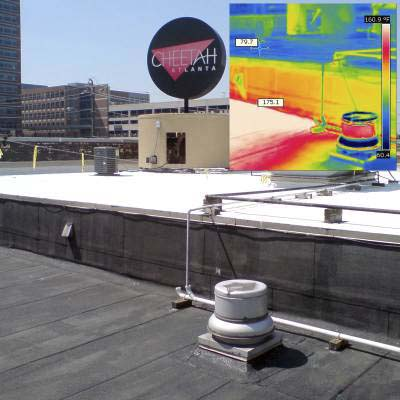
Na termosnímku (v pravém horním rohu) je porovnání teploty na povrchu černé asfaltové střechy (v dolní části snímku) s bílou střešní krytinou z elastomeru (v prostřední části snímku).
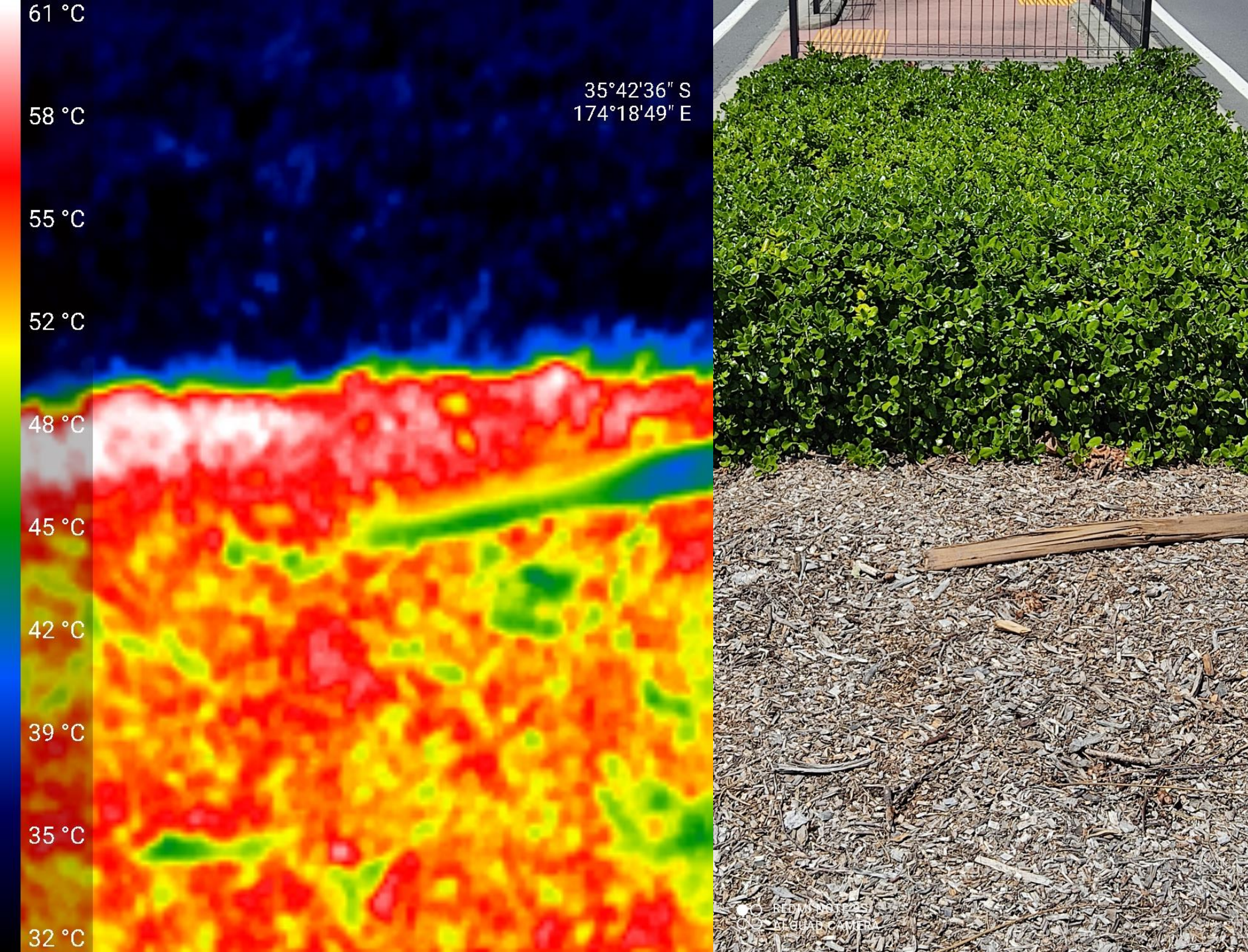
Teplotní rozdíl mezi holým povrchem pokrytým štěpkou a sousední zelení je 29 °C, přestože zeleň je tmavší.
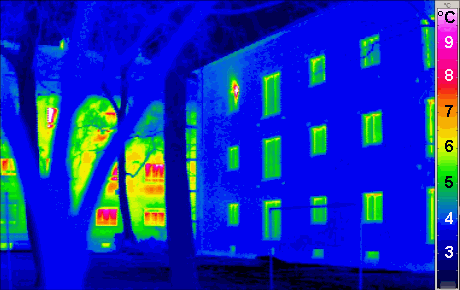
Na snímku pořízeném v zimě: vpravo pasivní dům, vlevo v pozadí nezateplený dům, v popředí strom.
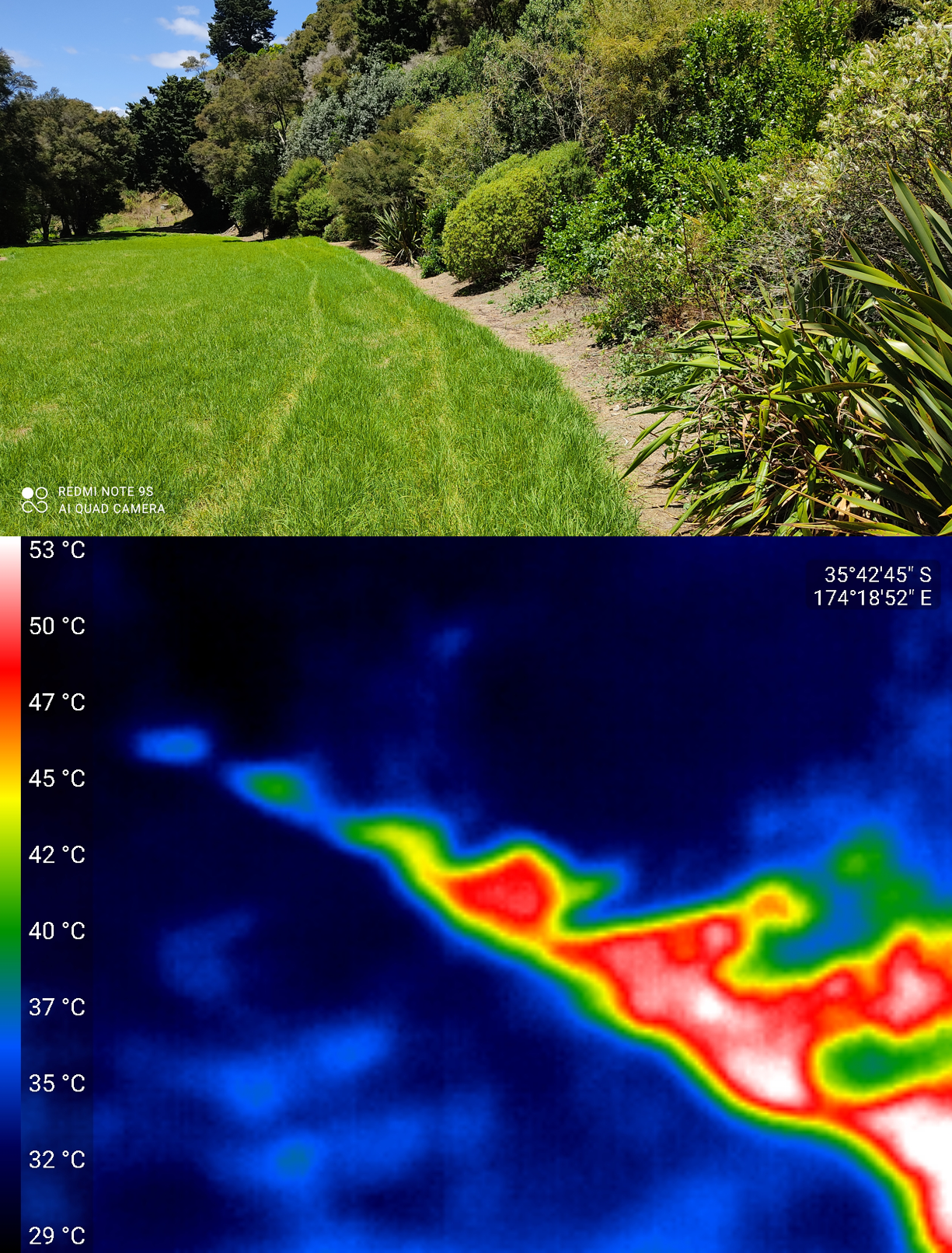
Teplota holé půdy je až o 24 °C vyšší než teplota okolní zeleně.
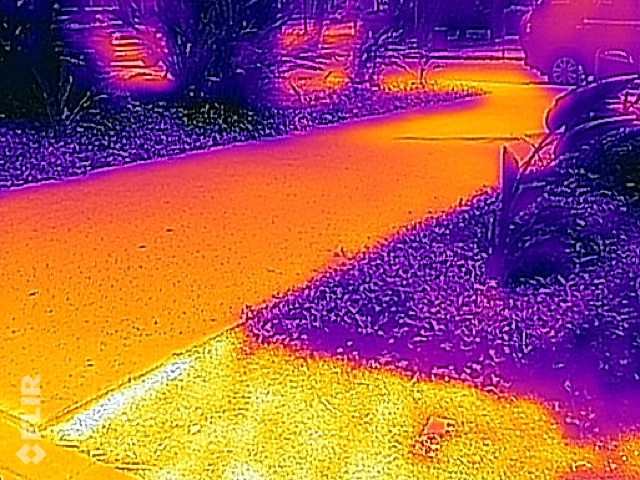
Betonový chodník a sousední trávník.

## Příklad Prahy
Příkladem městského tepelného ostrova může být centrum Prahy. Průměrná roční teplota (1961–1990) na meteorologické stanici v Praze-Karlově (261 m n. m.) činila +9,4 °C (leden −0,9 °C, červenec +19,1 °C), zatímco meteorologická stanice Semčice (234 m n. m.) v nižší nadmořské výšce a srovnatelné zeměpisné poloze vykazovala za stejné období průměrnou roční teplotu +8,7 °C (leden −1,9 °C, červenec +18,3 °C). Nejvýraznější efekt městského tepelného ostrova bývá za jasných, klidných, zimních nocí.[zdroj?] Experti odhadují, že tepelný ostrov v Praze způsobuje vzrůst průměrné teploty v centru o více než 2 °C. To pak má vliv na časové řady teplot, které udává stanice Klementinum.

Termální snímky různých lokalit v Praze
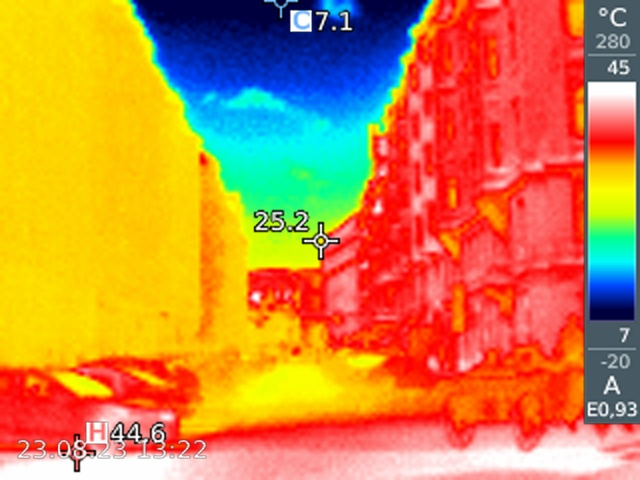
Praha, Staré město, Kaprova ulice - příklad zástavby bez zeleně
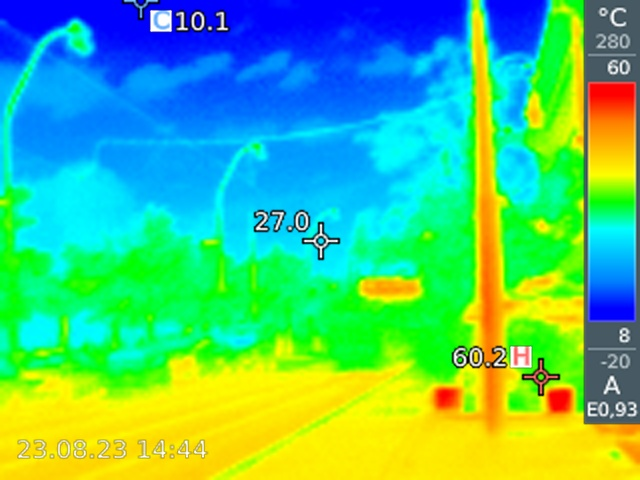
Praha, Smetanovo nábřeží - převaha zeleně
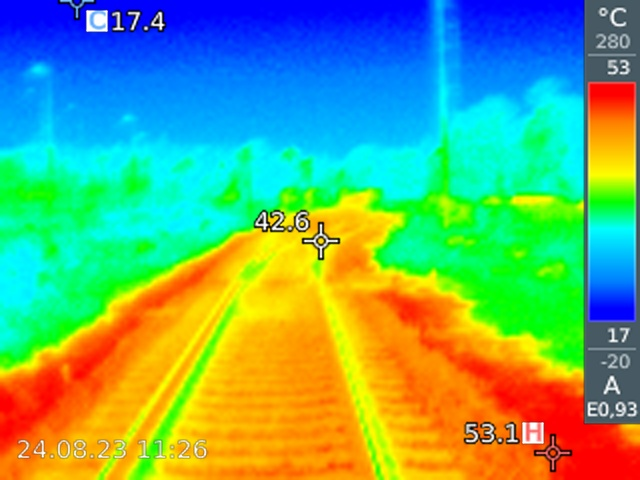
Praha, železniční trať na Hradčanské - porovnání teplot na povrchu železniční trati s teplotou sousední zeleně